# شالوم أليخيم
سولومون نوموفيتش رابينوفيتش، المعروف بالاسم المستعار شالوم اليخيم (بالعبرية: שלום עליכם) (2 مارس 1859 - 13 مايو 1916)، مؤلف يديشي وكاتب مسرحي رائد. كان الفيلم الموسيقي عازف كمان على السطح، استنادًا إلى سلسلة قصصه القصيرة تيفي اللبان، أول إنتاج ناجح تجاريًا باللغة الإنجليزية عن الحياة اليهودية في أوروبا الشرقية. العبارة العبرية (شالوم أليخيم) حرفيًا تعني «السلام عليكم!»، وهي تحية باللغة العبرية التقليدية واليديشية.

## السيرة الذاتية
وُلد في عام 1859 في برياسلاف ونشأ بالقرب من شتيتل (بلدة صغيرة تحوي عدد كبير من السكان اليهود) في فورونكيف، في محافظة بولتافا للإمبراطورية الروسية (الآن في كييف أوبلاست في وسط أوكرانيا). كان والده، مناحيم نوخيم رابينوفيتش، تاجرًا غنيًا في ذلك الوقت. ومع ذلك، أدى فشل قضية تجارية إلى إغراق العائلة في مستنقع الفقر ونشأ سولومون رابينوفيتش في ظروف أسوأ. عندما كان عمره 13 عامًا، عادت العائلة إلى برياسلاف، حيث توفيت والدته، شاي إستر، بوباء الكوليرا.
كان أول مشروع لشالوم اليخيم في الكتابة مسردًا أبجديًا للرموز التي تستخدمها زوجة أبيه. في سن الخامسة عشرة، ألّف نسخة يهودية مستوحاة من رواية روبنسون كروزو. تبنى الاسم المستعار شالوم اليخيم، وهو شكل من أشكال اليديشية للتعبير العبري شالوم اليخيم، ويعني «السلام معك» ويُستخدم عادةً كتحية. في عام 1876، بعد تخرجه من المدرسة في برياسلاف، أمضى ثلاث سنوات في تعليم ابنة مالك أرض ثري، أولغا (هودل) لويف (1865 - 1942). من 1880 إلى 1883 خدم كحاخام تاج في لبني. في 12 مايو 1883، تزوج من أولغا، رغمًا عن والدها. بعد بضع سنوات، ورثا ممتلكات والد أولغا. في عام 1890، خسر شالوم اليخيم ثروته بالكامل في المضاربة على الأسهم وهرب من دائنيه. وُلدت ابنة سولومون وأولغا الأولى، تدعى إرنستينا (تيسا)، عام 1884. ووُلدت ابنتهما لياليا (ليلي) عام 1887. وأصبحت لياليا كوفمان كاتبة عبرية. (ابنة لياليا بل كوفمان، وهي أيضًا كاتبة، مؤلفة أعلى أسفل السلم، الذي حُوّل أيضًا إلى فيلم ناجح.) وُلدت ابنتهما الثالثة، إيما، في عام 1888. في عام 1889، أنجبت أولغا ابنًا. أطلقوا عليه اسم إليمليك، على اسم والد أولغا، ولكن في المنزل أطلقوا عليه اسم ميشا. وُلدت ابنتهما ماروسي (التي نشرت فيما بعد «والدي، شالوم اليخيم» تحت اسمها بعد الزواج ماري وايف غولدبرغ) عام 1892. الطفل الأخير، سُمي نوخيم (نوما) على اسم والد سولومون ووُلد في عام 1901 (تحت اسم نورمان رايبن أصبح رسامًا ومعلمًا للفن ذو تأثير كبير).
بعد مشاهدة المذابح التي اجتاحت جنوب روسيا في عام 1905، بما في ذلك كييف، غادر شالوم اليخيم كييف وأُعيد توطينه في مدينة نيويورك، حيث وصل في عام 1906. أقامت عائلته منزلًا في جنيف، سويسرا، ولكن عندما رأى أنه لا يستطيع تحمل نفقات عائلتين، انضم إليهما في جنيف في عام 1908. على الرغم من شعبيته الكبيرة، اضطر إلى أخذ جدول مرهق من المحاضرات لتغطية نفقاته. في يوليو 1908، أثناء جولة قراءة في روسيا، انهار شالوم اليخيم على متن قطار يمر عبر بارانافيتشي. شُخص بانتكاسة مرض السل النزفي الحاد وأمضى شهرين في النقاهة في مستشفى البلدة. ووصف لاحقًا الحادث بأنه «لقاء جلالة ملاك الموت وجهًا لوجه»، وادعى أنه محفز لكتابة سيرته الذاتية، فونيم يارد (من المعرض). وهكذا غاب عن المؤتمر الأول للغة اليديشية، الذي عُقد عام 1908 في تشيرنوفيتسي. ذهب صاحبه وزميله في العمل الناشط اليديشي، ناتان بيرنباوم مكانه. أمضى شالوم اليخيم السنوات الأربع التالية شبه عاجز. خلال هذه الفترة، دُعمت الأسرة إلى حدٍ كبير من خلال التبرعات من الأصدقاء والمعجبين.
انتقل شالوم اليخيم إلى مدينة نيويورك مرةً أخرى مع عائلته في عام 1914. عاشت الأسرة في الجانب الشرقي السفلي، مانهاتن. لم يُسمح لابنه ميشا، المصاب بالسل، بالدخول بموجب قوانين الهجرة الأمريكية وبقي في سويسرا مع أخته إيما.
توفي شالوم اليخيم في نيويورك عام 1916.

## روابط خارجية
- شالوم أليخيم على موقع IMDb (الإنجليزية)
- شالوم أليخيم على موقع الموسوعة البريطانية (الإنجليزية)
- شالوم أليخيم على موقع ميوزك برينز (الإنجليزية)
- شالوم أليخيم على موقع قاعدة بيانات برودواي على الإنترنت (الإنجليزية)
- شالوم أليخيم على موقع قاعدة بيانات برودواي على الإنترنت (الإنجليزية)
- شالوم أليخيم على موقع إن إن دي بي (الإنجليزية)
- شالوم أليخيم على موقع قاعدة بيانات الفيلم (الإنجليزية)